# 토피크 굴리예프
토피크 알렉베르 오글루 굴리예프(아제르바이잔어: Tofiq Ələkbər oğlu Quliyev, 러시아어: Тофик Алекбер оглы Кулиев 토피크 알렉베르 오글리 쿨리예프[*], 1917년 11월 7일 ~ 2000년 10월 4일)는 소련 및 아제르바이잔의 작곡가, 피아니스트, 지휘자이다.

## 생애
굴리예프는 바쿠에서 샐러리맨 가정에서 태어났다. 그는 12살 때 음악적 재능 덕분에 아제르바이잔 국립 음악원의 학생이 되었다. 그러나 1934년에 그는 바쿠 음악원의 학생이 되어 포르테피아노 (교수 I.S. 아이스베르크 수업)와 작곡가 (교수 S.G. 스트라서 수업) 두 학부에서 공부했다. 음악원에서 어린 굴리예프는 과거 바흐, 베토벤, 차이콥스키, 슈베르트 및 기타 작곡가들의 위대한 고전 작품들을 잘 알고 있었다.
굴리예프의 뛰어난 재능은 음악계의 관심을 끌었고, 곧 1936년 우제이르 하지베이오프의 조언과 주선으로 아제르바이잔 교육국 국립위원회는 토피크 굴리예프를 모스크바 음악원에 보냈다. 그곳에서 그는 지휘를 배웠으며, 잠시 교수 네이하우즈의 포르테피아노 수업을 공부했다. 곧 그는 A. 즈파스만의 지도 아래 당시 잘 알려진 에스트라다 오케스트라에서 피아니스트로 일하기 시작했으며, 1939년까지 성공적으로 활동했다.